# Holden Roberto

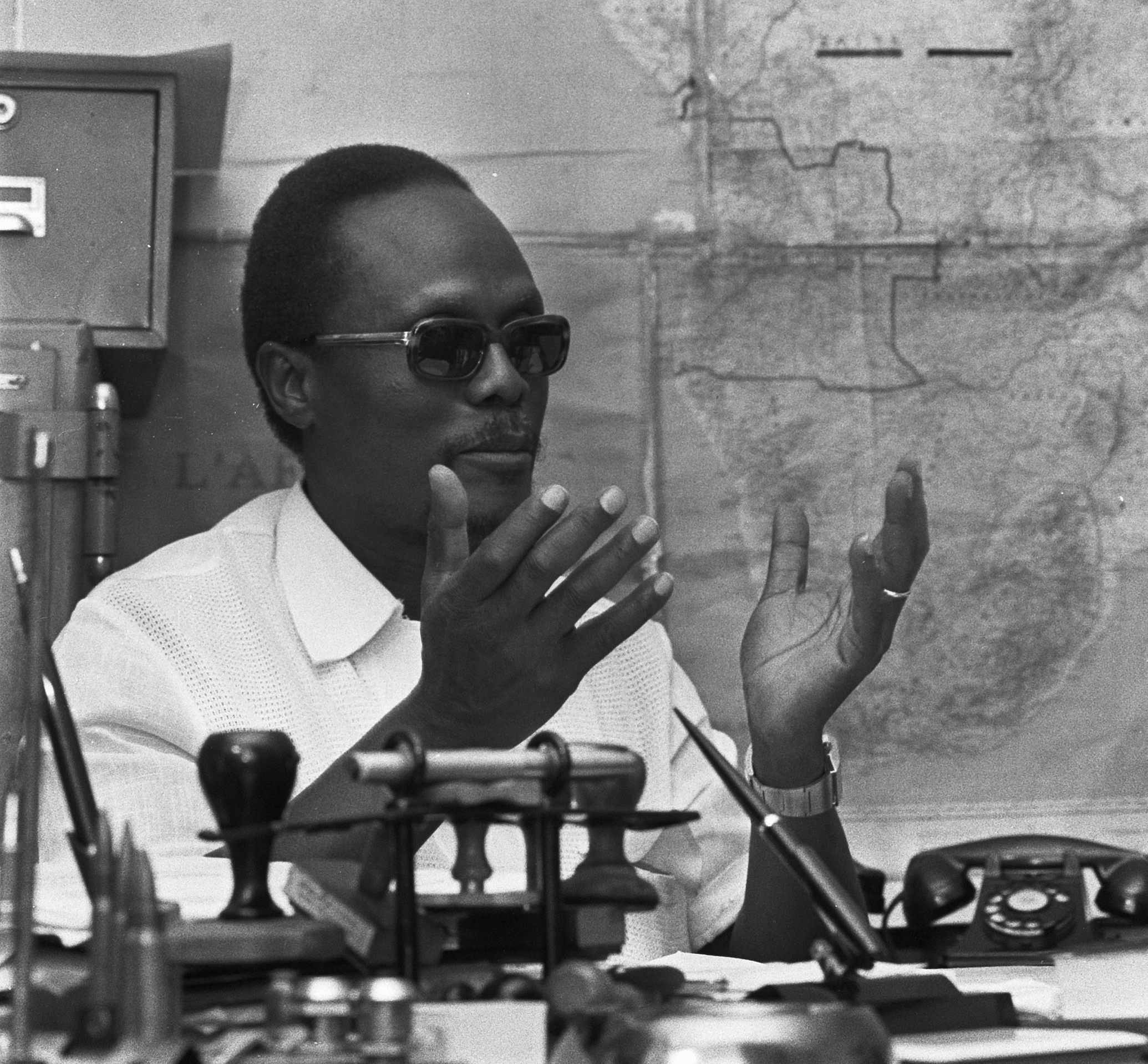
Holden Roberto, 1973.

Alvaro Holden Roberto (egentligen José Gilmore), född 12 januari 1923 i São Salvador, Angola, död 2 augusti 2007 i Luanda, var en angolansk politiker som grundade och ledde Frente Nacional de Libertação de Angola (FNLA) från 1962-99.

## Biografi
Roberto föddes i São Salvador, Angola, men flyttade med sin familj till Léopoldville, Belgiska Kongo 1925. År 1940 tog han examen vid en baptistmissionsskola. Han arbetade därefter för det belgiska finansdepartementet i Léopoldville, Bukavu, och Stanley i åtta år. Vid ett besök 1951 i Angola såg han hur portugisiska tjänstemän skymfade en gammal man, vilket inspirerande honom till att börja sin politiska karriär.
Roberto och Barros Necaca grundade unionen União das Populações do Norte de Angola (UPNA), senare omdöpt till União das Populações de Angola (UPA), den 14 juli 1954. Roberto, som fungerar som UPA:s ordförande, företrädde Angola i All-African Peoples Congress of Ghana som han i hemlighet deltog i Accra, Ghana i december 1958. Där lärde han känna Patrice Lumumba, den framtida premiärministern av Demokratiska republiken Kongo, Kenneth Kaunda, framtida Zambias president, och den kenyanske nationalisten Tom Mboya. Han fick ett guineanskt pass och besökte FN. Jonas Savimbi, den framtida ledaren för Unita, anslöt sig till UPA i februari 1961 på uppmaning av Mboya och Kenyas premiärminister Jomo Kenyatta. Senare samma år utsåg Roberto Savimbi till generalsekreterare UPA.
Efter besöket i FN återvände Roberto till Kinshasa och organiserade en milis som gick till angrepp i Angola den 15 mars 1961 och den 25 april samma år träffade han USA:s president John F. Kennedy och fick dennes stöd. I mars 1962 gjorde han fusion mellan UPA och Demokratiska partiet i Angola för att bilda FNLA och några veckor senare bildades Angolas revolutionära regering i exil (GRAE).
Roberto kom dock i konflikt med den marxistiska befrielseorganisationen MPLA och led nederlag i det följande inbördeskriget. Han gick då i exil, men kunde återvända till Angola 1991 då FNLA och MPLA slutit fred i Bicesse-avtalet. Han ställde då upp i presidentvalet men förlorade.